# Romeinse villa Voerendaal-Ten Hove
De Romeinse villa Voerendaal-Ten Hove is een Romeinse villa bij de monumentale hoeve Ten Hove in het gehucht Tenhoven ten westen van Voerendaal in de Limburgse gemeente Voerendaal in Nederland. De villa was van het type villa rustica en behoort tot de grootste van de tientallen Romeinse villacomplexen die op de Zuid-Limburgse lössgronden (deels) zijn opgegraven. Het terrein is een rijksmonument.

## Ligging
De Romeinse villa Voerendaal-Ten Hove is gelegen in het veld aan de noordzijde van de huidige Steinweg, vlak bij de 18e-eeuwse boerderij Ten Hove, een rijksmonument. In de Romeinse tijd lag dit terrein vrijwel direct aan de Via Belgica, de heirweg van Tongeren (Atuatuca Tungrorum) via Maastricht (Mosa Trajectum) en Heerlen (Coriovallum) naar Keulen (Colonia Claudia Ara Agrippinensium). Langs de oude Midweg in Voerendaal, ter hoogte van het bedrijventerrein, is het profiel van deze belangrijke weg vastgesteld. Een dwarsdoorsnede van dit profiel bevindt zich in het Thermenmuseum in Heerlen.

## Geschiedenis
Rond 50 na Chr. werd hier waarschijnlijk al de eerste stenen villa gebouwd van bescheiden afmetingen bij een oorspronkelijke inheemse nederzetting. In de loop van de tweede en derde eeuw is de villa uitgebreid en verbouwd en werd het een grote villa, met een grote graanschuur, zuilengang en toren. Waarschijnlijk werd de villa in de loop van de derde eeuw verwoest, net zoals andere villae rusticae. Een deel van de villa is echter tot omstreeks 400 blijven bestaan, wellicht als kern van een Frankische nederzetting. In deze periode is een vierkante toren gebouwd van 8,5 x 9,5 m met zware, tot 1,5 m dikke muren. Op het terrein zijn ook een tweetal vroegmiddeleeuwse graven aangetroffen.
De eerste archeologische opgravingen vond hier plaats in 1892-1893 door de priester-historicus Jozef Habets. Tussen 1947 en 1950 leidde Cees Braat van het Rijksmuseum van Oudheden een viertal opgravingen. Daarbij werden delen van twee hoofdgebouwen, een badgebouw en een horreum onderzocht. Van 1985 tot 1987 werd op het terrein de tot nu toe grootste opgraving uitgevoerd door de Rijksdienst voor het Oudheidkundig Bodemonderzoek onder leiding van Willem Willems. Daarbij werd een terrein van zes hectare grondig onderzocht, waarbij duizenden bodemvondsten werden gedaan.
Hoewel de villa Voerendaal-Ten Hove behoorde tot de slechts drie min of meer volledig opgegraven Romeinse villa's in Nederland (naast Hoogeloon-Kerkakkers en Kerkrade-Holzkuil), verscheen er geen opgravingsrapport. In 2023, ruim 35 jaar na de opgraving, verscheen een zeer uitgebreide publicatie over deze opgraving. Daarin kon worden vastgesteld dat het terrein een duizendjarige bewoningsgeschiedenis heeft gekend, niet alleen tijdens de Romeinse tijd, maar ook daarvoor en daarna. Al in de late ijzertijd (ca. 250-50 v.Chr.) bevond zich hier een omgracht terrein van circa 90 x 90 meter, waarschijnlijk de huisvesting van een lokale of regionale elitefamilie. Rond het jaar 50 na Chr. verrees de eerste 'proto-villa'. Enkele decennia later volgde de eerste 'echte villa', een bescheiden gebouw met kleine vertrekken. Omstreeks 125 na Chr. werd de tweede, grotere villa gebouw. Uiterlijk twee eeuwen later kwam er een eind aan de Romeinse bewoning. Uit die tijd dateert een vierkante stenen toren in de oostelijke helft van de (voormalige) villa. Aan het einde van de vierde eeuw vond er opnieuw bewoning (in hutten) plaats en werden er personen begraven. Pas na 700 komt er een einde aan de bewoning op het villaterrein.
Langs de Steinweg, ter hoogte van de boerderij ten Hove, staat sinds 2009 een informatiebord. In het dorpscentrum van Voerendaal is een winkel- en appartementencomplex "Furenthela" genoemd naar de veronderstelde Romeinse naam van Voerendaal.

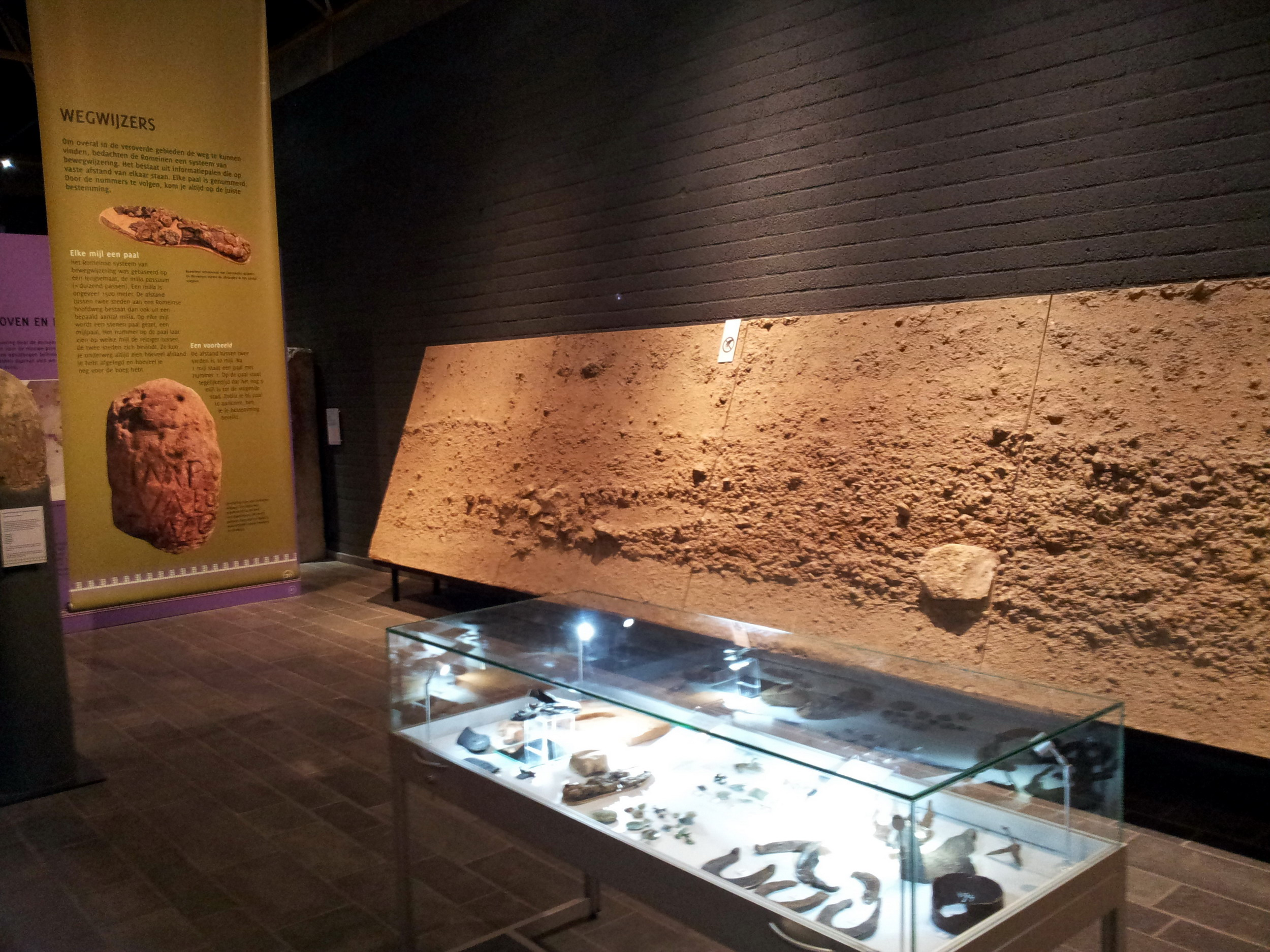
Profieldoorsnede Via Belgica
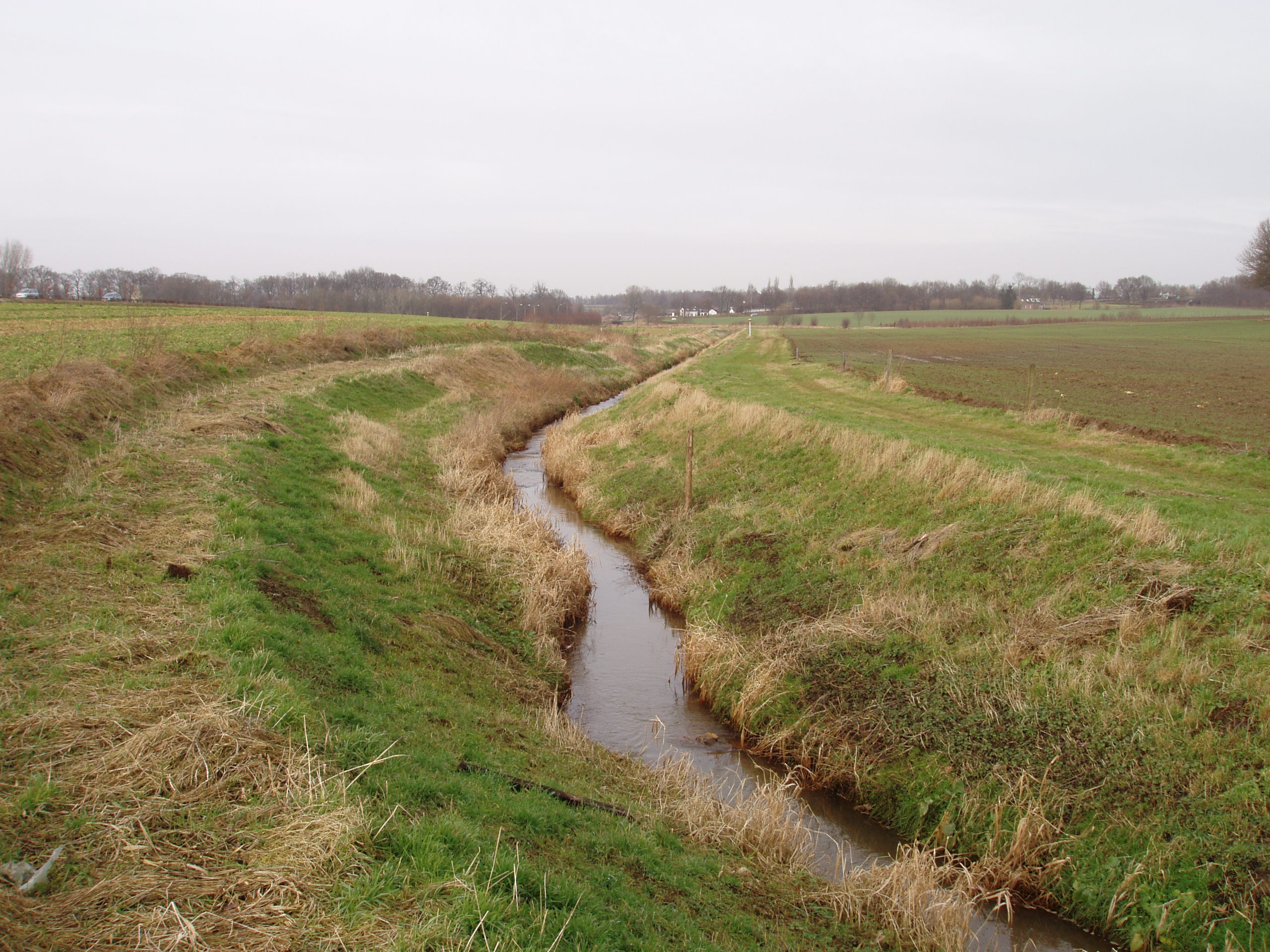
De Hoensbeek
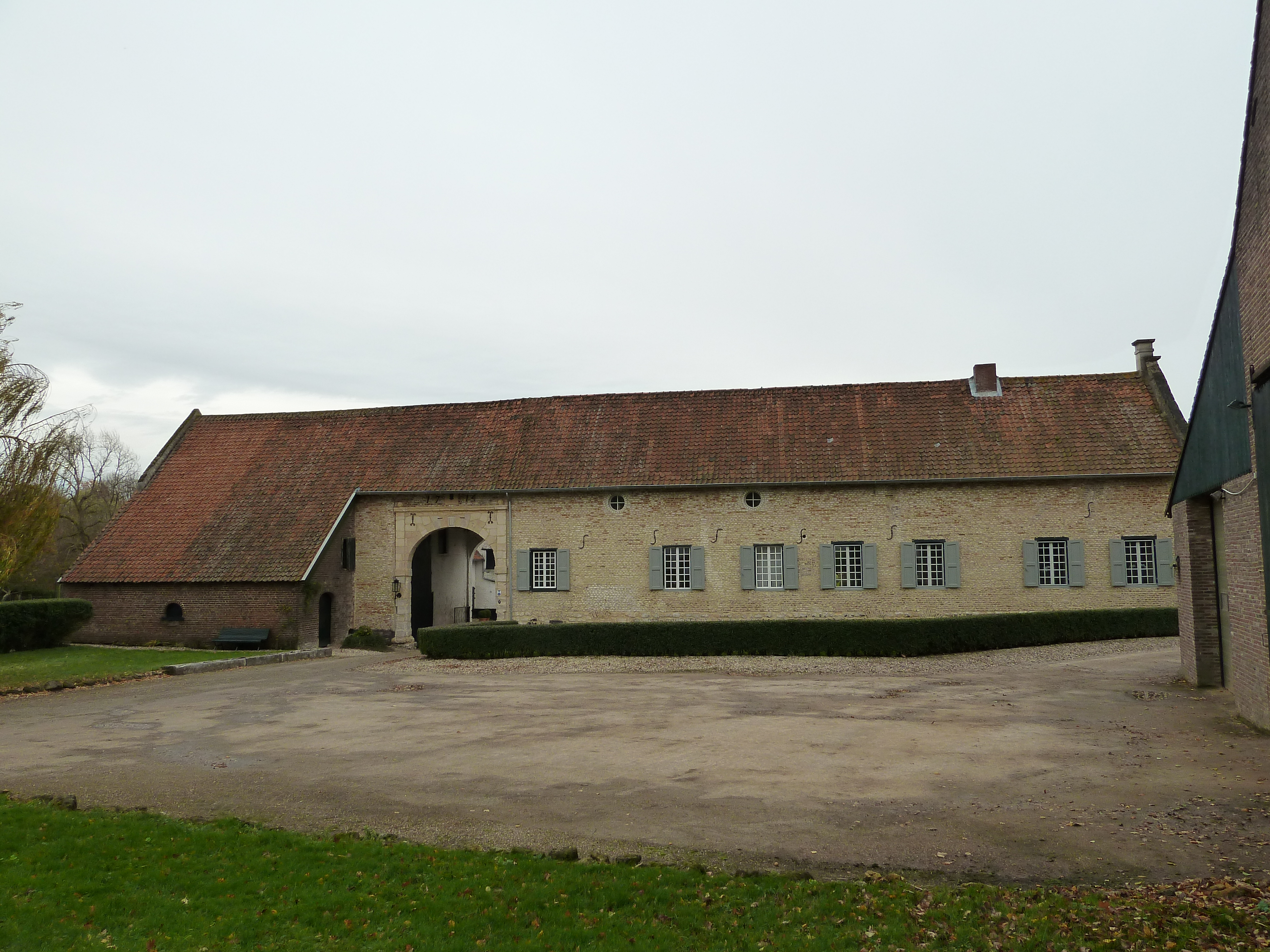
Rijksmonument Steinweg 7
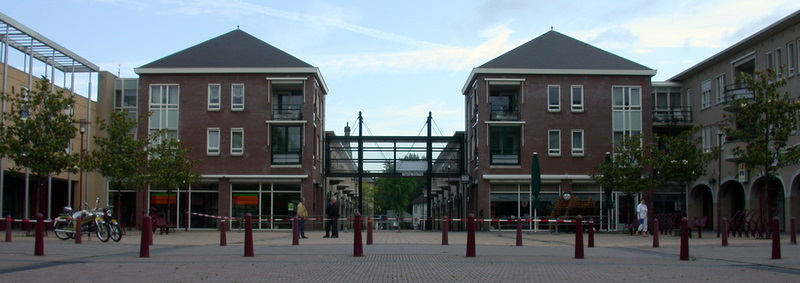
Winkelcentrum "Furenthela"

## Beschrijving

### Gebouwen

Het villaterrein in 2019

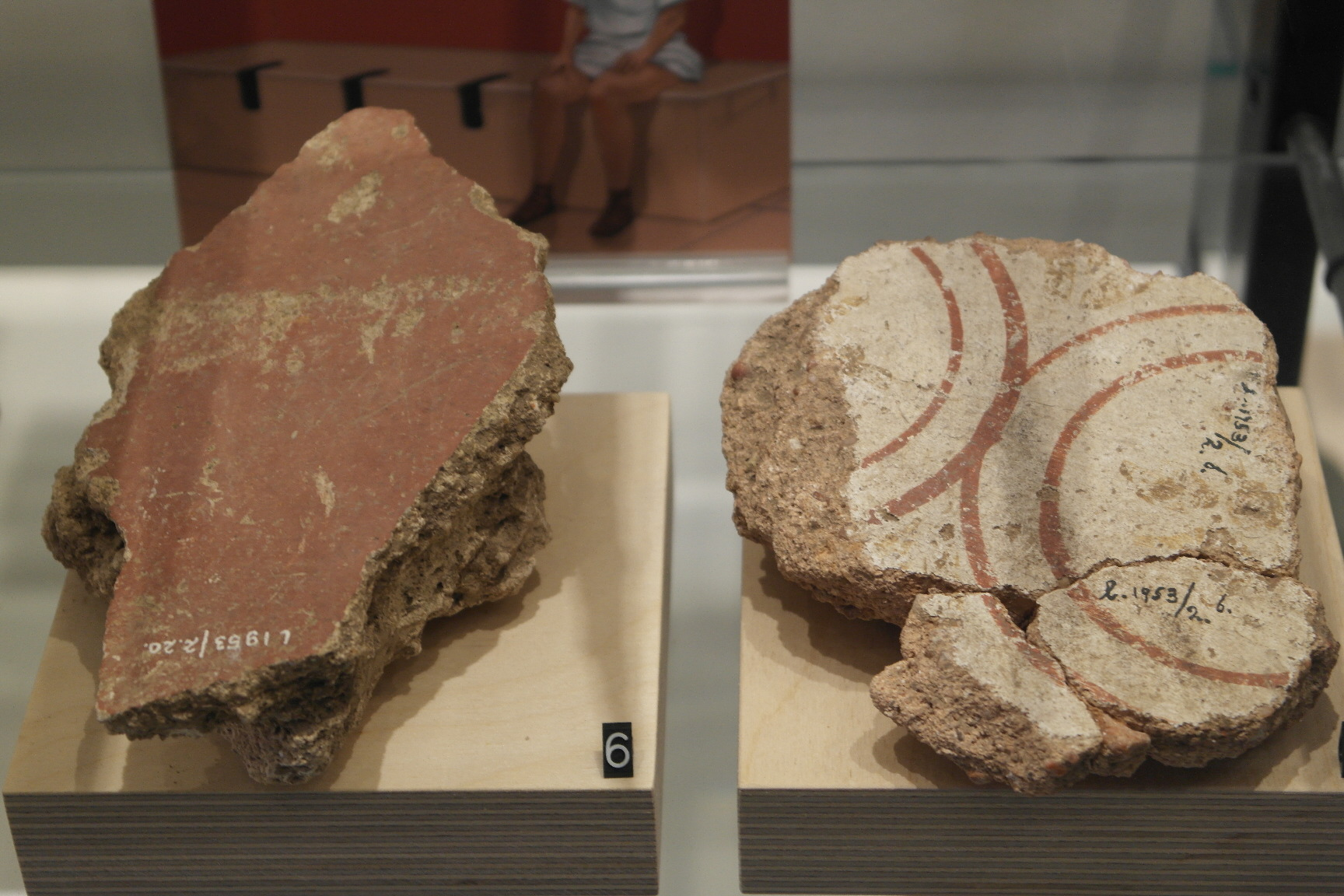
Fragmenten van muurschilderingen. Het linker fragment is afkomstig uit het badgebouw

Het totale villaterrein is groter dan de zes hectare die is opgegraven en strekt zich ook uit ten zuiden van de Steinweg tot aan de Hoensbeek. De villa bestond uit meerdere gebouwen. Een lange oprijlaan vormde de monumentale entree. Voor het hoofdgebouw was waarschijnlijk een tuin en een grote vijver aangelegd. Het hoofdgebouw had een imposante zuilengalerij van circa 130 meter, mogelijk 160 m lengte. De zuilen waren ongeveer drie meter hoog. Het gebouw was geheel van steen en luxueus uitgevoerd met muurschilderingen en vloerverwarming. Ernaast bevond zich de grote graanschuur (horreum). In de schuur was graan opgeslagen dat voornamelijk bestond uit spelttarwe. Ten zuiden van de graanschuur bevond zich een badgebouw. Vanaf de bron of de bovenloop van de Hoensbeek liep een stenen aquaduct met een lengte van 1500-1800 m naar het badhuis. Achter de villa bevond zich minstens één, mogelijk twee tempeltjes. Links en rechts op het terrein stonden bedrijfsgebouwen. In 1986 en 1987 zijn op het erf kleine maar zwaar uitgevoerd rechthoekige fundamenten ontdekt, wellicht van een heiligdom.

### Bodemvondsten
Op en nabij het terrein van de villa zijn talloze artefacten uit de Romeinse tijd aangetroffen, vooral bouwfragmenten. Deze bevinden zich in meerdere collecties, merendeels in het Limburgs Museum in Venlo. Van 2019 tot 2023 werden de meer dan 45.000 artefacten in opdracht van het Limburgs Museum en met financiële steun van de provincie Limburg en de Rijksdienst voor het Cultureel Erfgoed door een team van archeologen bestudeerd. Het onderzoek wees onder meer uit dat er al in de late ijzertijd, vóór de komst van de Romeinen, landbouwactiviteit op het terrein van de villa is geweest. De Romeinse villa kwam waarschijnlijk omstreeks 125 na Chr. tot stand. Aan het gebouwencomplex is mogelijk tien jaar gewerkt. Er was onder andere een smidse aanwezig, waar al het hang-en-sluitwerk werd vervaardigd. Waarschijnlijk werkten er ook slaven, getuige de vondst van kettingen en voetboeien. Bijzonder zijn ook de potscherven met de ingekerfde namen van Secundius en Severus.

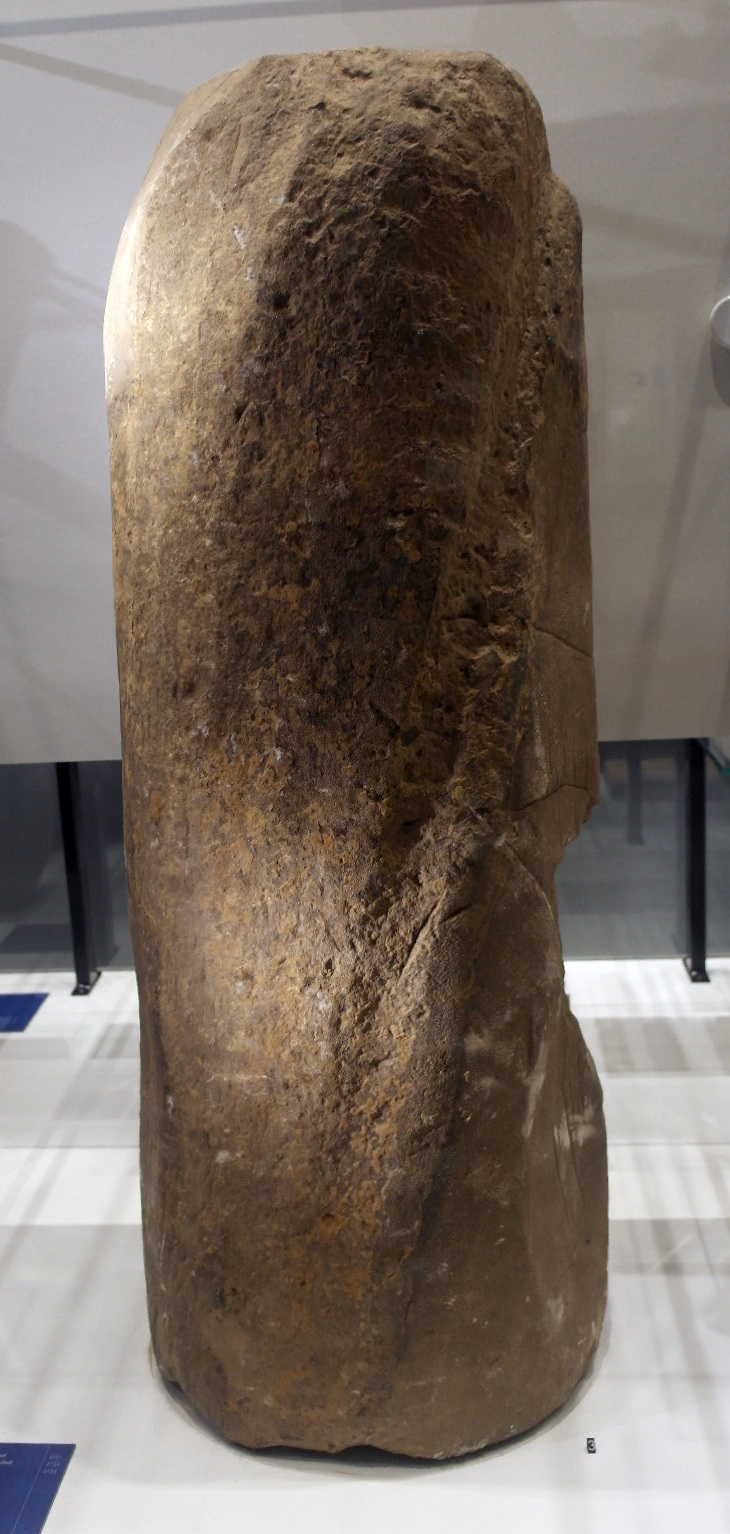
Zuilfragment
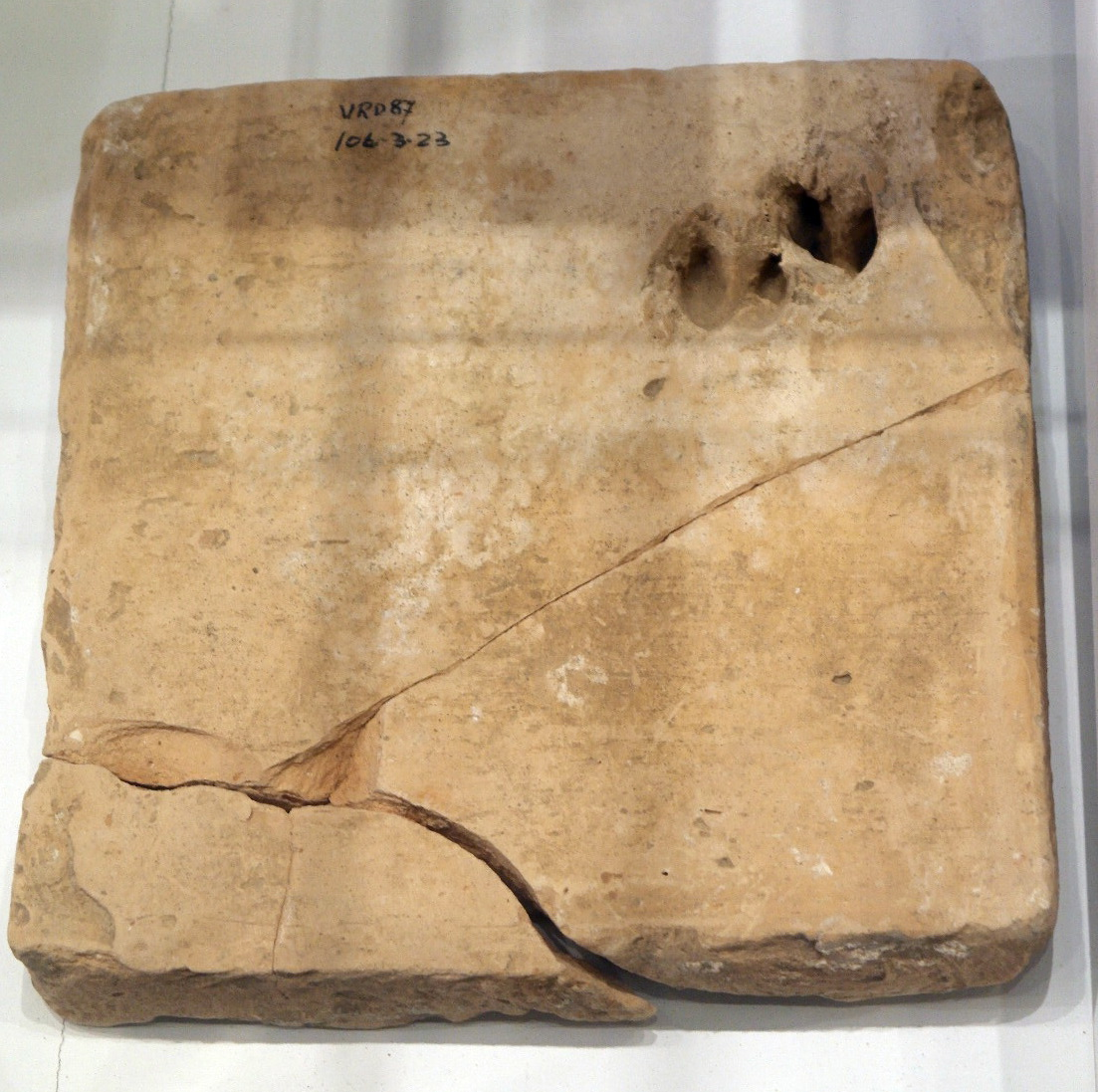
Tegel (tegeula) met hoefafdruk van ree
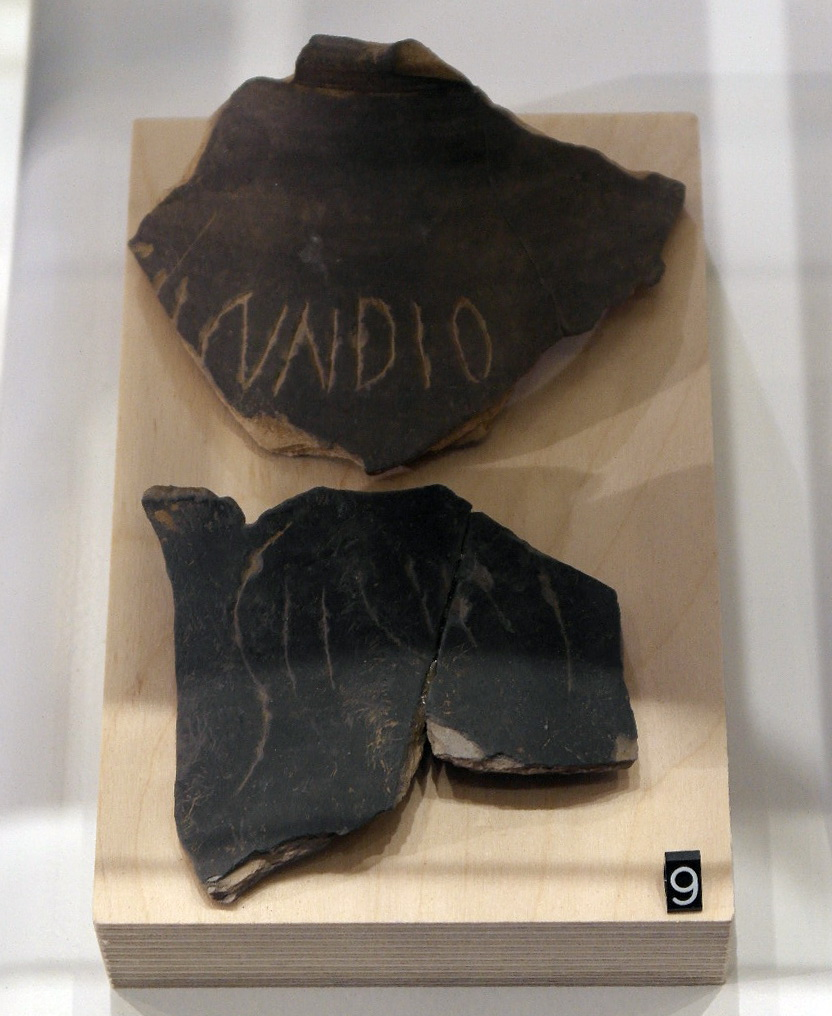
Potscherven met inscripties [SE]CVNDIO en SEVRS
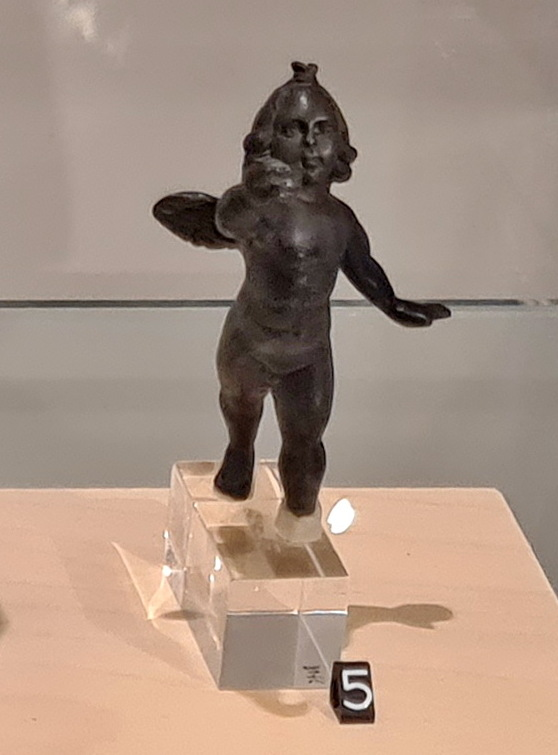
Bronzen beeldje van Attis